# Bus électrique de démonstration à Chillon le 17 décembre 1900

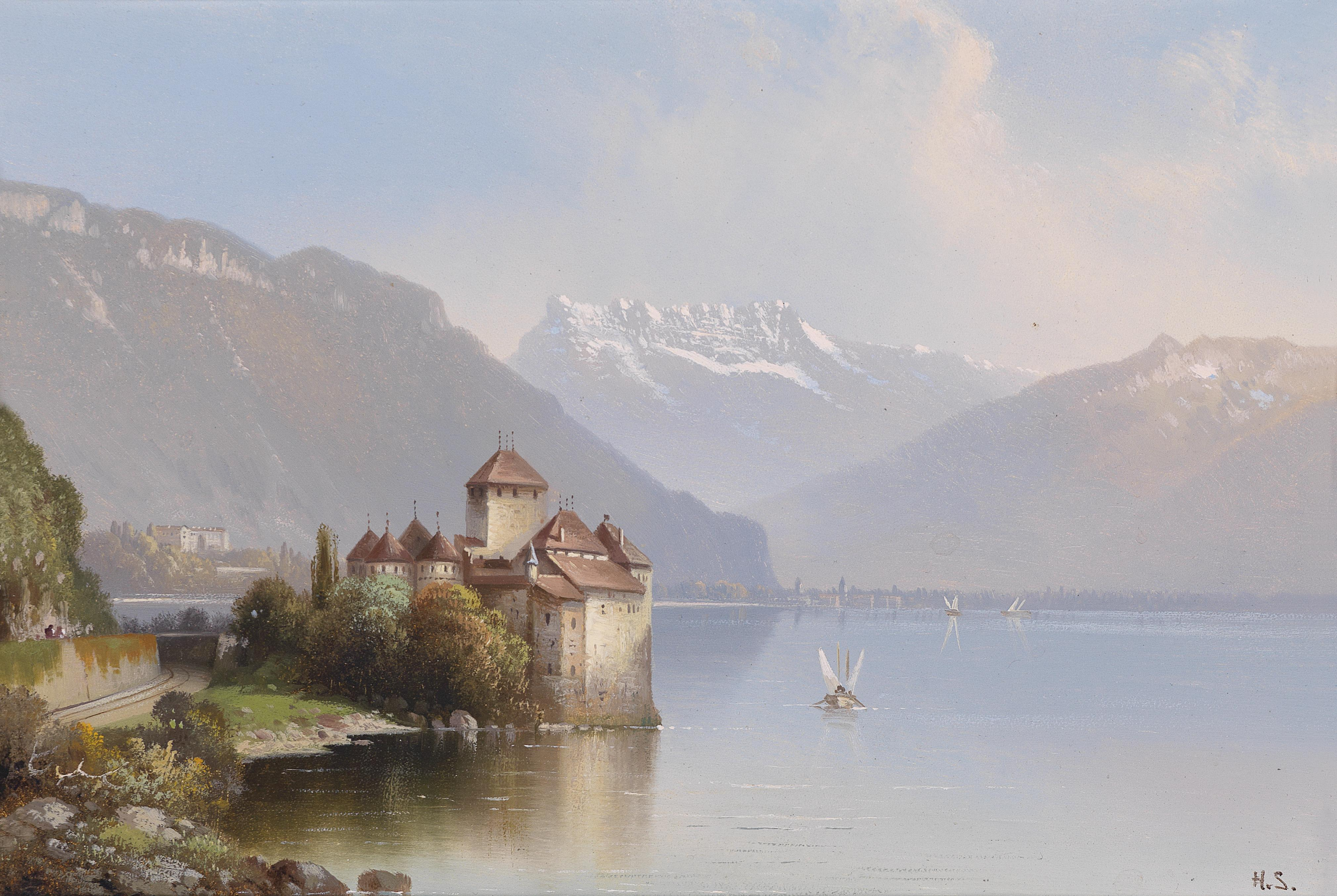
château Chillon

Le 17 décembre 1900, la Compagnie française de traction par trolley automoteur Lombard-Gérin a présenté un court parcours de démonstration en électrobus entre Villeneuve et Chillon dans le Canton de Vaud en Suisse.

## Histoire
En 1900, la Compagnie française de traction par trolley automoteur Louis Lombard-Gérin construit un électrobus en banlieue parisienne testé à Issy-les-Moulineaux, il sera utilisé à Saint-Mandé pour desservir l'exposition universelle de 1900 au bois de Vincennes,. Le chariot de prise de contact utilisé était fondé sur une technologie développée par l'ingénieur français Louis Lombard Guérin. 
Comme la société souhaitait se développer en Suisse, le 17 décembre 1900, des caténaires sur une distance de 200 mètres partant du château de Chillon en direction de Villeneuve ont été mises en place sur un parcours de démonstration pour électromobile à 2 places. Les démonstrations sont restées sans suite. 
Les preuves d'une création d'une véritable ligne de trolleybus n'existent pas selon les plus récentes constatations.
Victor von Röll avait indiqué dans son Enzyklopädie des Eisenbahnwesens (encyclopédie sur la nature des chemins de fer) parue entre 1912 et 1923, que la mise en place de la démonstration faite à Chillon, « transfert » de la ligne de l'exposition universelle de Paris fut la première « voie sans rails » – ancienne désignation des trolleybus – desservant l'hôtel Byron de Villeneuve ouvert en 1841.
À l'occasion de la « reconstruction » le tramway Vevey-Montreux a été remplacé par un tramway traditionnel. 
La première ligne régulière de trolleybus en Suisse fut ouverte en 1912, elle reliait Fribourg à Farvagny. Depuis les années 1950, le trolleybus Vevey-Villeneuve circule le long du lac Léman.

## Littérature
- Jean-Philippe Coppex: Die Schweizer Überlandtrolleybusse. Verlag Endstation Ostring, Genf 2008,  (ISBN 978-3-9522545-3-0), S. 7 und 46–47.
- Patrick Kupper: Chemins de fer sans rail en Suisse – une contribution à l'histoire des trolleybus / Gleislose Bahnen in der Schweiz – ein Beitrag zur Geschichte des Trolleybusses. In: Endstation Ostring Heft 23 (12/98-03/99), S. 3–19 (bilingual).